# Emilie Ortlöpp
Hraběnka Emilie z Reichenbach-Lessonitz, rozená Ortlöpp (13. května 1791, Berlín – 12. února 1843, Frankfurt) byla milenka hesenského kurfiřta Viléma II. Později se stala jeho druhou manželkou.

## Život
Emilie byla druhou dcerou zlatníka Johanna Christiana Ortlöppa a jeho manželky Agnes Louise Sophie. V roce 1812 se Emilie stala milenkou hesenského kurfiřta Viléma II., kterého potkala během jeho návštěvy Berlína. V roce 1813 ji s sebou vzal do Kasselska, což fakticky vedlo ke konci jeho manželství s princeznou Augustou Pruskou. Z politických důvodů se ale nemohli rozvést. V roce 1815 již Vilém se svou manželkou měli oddělené ložnice a křídla v zámku.
Emilie byla přijata do dvora a později žila v paláci Reichenbach. V roce 1821 jí Vilém udělil šlechtický titul hraběnky z Reichenbachu a v roce 1824 získala i rakouský šlechtický titul, hraběnky z Lessonitz, poté, co získal panství na Moravě, konkrétně Lessonitz, Bzenec a Dolní Mostěnice. Ona a její děti získaly rakouské občanství.
Jejich vztah vyvolal skandál, dostávali dokonce výhrůžky smrtí. Emilie byla pravděpodobně neoblíbená a byla obviňována ze špatného politického vlivu na Viléma. Každý jeho politický přešlap byl přisuzován jí.
Jejich vztah byl jedním z důvodů, proč se Vilém nevrátil do hlavního města Kasselska po revoluci v roce 1830. Přesunul se do Hanau a později do Frankfurtu, kde žil v paláci na Neue Mainzer Straße.
Vilémova manželka Augusta zemřela dne 19. února 1841. Vilém a Emile spolu uzavřeli morganatický sňatek dne 8. července 1841 na zámku v Bzenci na Moravě. Jejich svědkem byl kníže Klemens Wenzel von Metternich.
Emilie zemřela 12. února 1843 ve Frankfurtu na infekci jater a byla pohřbena na frankfurtském hřbitově. Vilém nařídil architektovi Friedrichovi Maximilianovi Hessmerovi, aby jí zde postavil hrobku v byzantském stylu. Krucifix uvnitř byl vytvořen Johannem Nepomukem Zwergerem. Mramorový sarkofág byl na přání jejích dětí v roce 1863 Eduardem Schmidtem von der Launitzem. Vilémův nástupce, jeho syn Fridrich Vilém Hesenský, se snažil, aby jeho otec nebyl pohřben vedle ní v tomto mauzoleu, avšak jeho prosba nebyla městem Frankfurt vyslyšena. Dnes se v hrobce nachází celkem šest hrobů, vrcholový kámen byl položen v roce 1847.
Po smrti Emilie se Vilém oženil potřetí, tentokrát s Karolínou z Berlepsch. Zemřel 20. listopadu 1847 a byl pohřben v kryptě v kostele sv. Marie v Hanau.

## Potomstvo
Emilie zplodila s Vilémem celkem 8 dětí:
- Luisa von Bose (26. února 1813 – 3. října 1883), v roce 1845 se provdala za hraběte Karla Augusta von Bose, stala se významnou patronkou umění

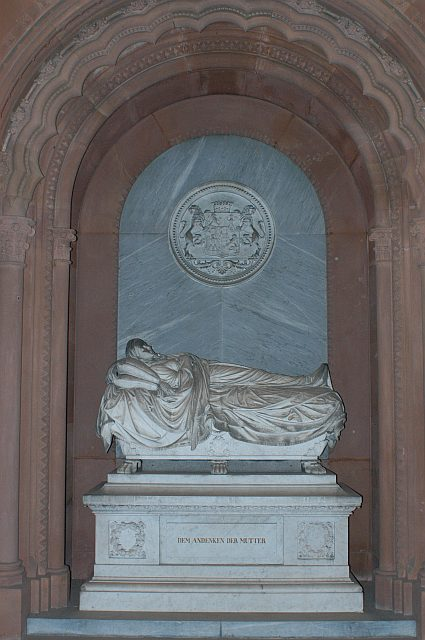
Sarkofág Emilie na frankfurtském hřbitově

- Sarkofág Emilie na frankfurtském hřbitověJulius Vilém (4. října 1815 – 15. ledna 1822), zemřel v šesti letech
- Amalie Vilemína Emilie (31. prosince 1816 – 28. července 1858), provdala se celkem třikrát
- Karl (24. srpna 1818 – 26. září 1881), v roce 1861 se oženil s Clementine Richter
- Emilie (8. června 1820 – 30. ledna 1891), v roce 1839 se provdala za hraběte Felixe Zichy-Ferraris ze Zich a Vásonkeö
- Frederika (16. prosince 1821 – 23. února 1898), v roce 1841 se provdala za barona Viléma z Dungernu
- Vilém (29. června 1824 – 19. ledna 1866), v roce 1857 se oženil s Amélií Göler von Ravensburg
- Helena (8. srpna 1825 – 14. května 1898), v roce 1844 se provdala se za barona Oswalda z Frabrice